# Monogenisme
El monogenisme o, de vegades, la monogènesi, és la teoria dels orígens humans que planteja una descendència comuna per a totes les races humanes. La negació del monogenisme és el poligenisme. Aquest tema va ser molt debatut al món occidental al segle XIX, ja que els supòsits del racisme científic van ser objecte d'escrutini tant per part dels grups religiosos com a la llum dels desenvolupaments de les ciències de la vida i les ciències humanes. Va formar part de les primeres concepcions de l'etnologia.
Les opinions científiques modernes afavoreixen aquesta teoria, sent el model més acceptat per als orígens humans la teoria "Sortida d'Àfrica".

## En les religions abrahàmiques
La creença que tots els humans descendeixen d'Adam és fonamental per al judaisme, el cristianisme i l'islam tradicionals. El monogenisme cristià va tenir un paper important en el desenvolupament d'una literatura afroamericana sobre la raça, lligada a la teologia més que a la ciència, fins a l'època de Martin Delany i els seus Principia of Ethnology (1879). L'«etnologia bíblica» és un terme aplicat al debat i a la investigació sobre els relats bíblics, tant dels primers patriarques com de la migració després del Diluvi de Noè, per explicar els diversos pobles del món. El monogenisme com a teoria basada en la Bíblia requeria tant la exhaustivitat de les narracions com la plenitud del seu poder d'explicació. Aquests debats consagrats es van veure aguditzats per l'auge de les afirmacions escèptiques poligenistes; quan Louis Agassiz va exposar les seves opinions poligenistes el 1847, John Bachman i Thomas Smyth s'hi van oposar per raons bíbliques a la seva Unity of the Human Races («Unitat de les Races Humanes»). Els debats també van comptar amb la participació de Delany, i George Washington Williams va defensar la monogènesi com el punt de partida de la seva història pionera dels afroamericans.

## Monogenisme ecologista
El monogenisme ecologista descriu una teoria vigent a la primera meitat del segle XIX, en concret, segons la qual hi havia un únic origen humà, però que la posterior migració de grups d'humans els havia sotmès a condicions ambientals diferents.
L'ambientalisme en aquest sentit es va trobar als escrits de Samuel Stanhope Smith. La teoria afirmava que les diferències percebudes, com el color de la pell humana, eren, per tant, productes de la història. Un defensor d'aquest enfocament del monogenisme va ser James Cowles Prichard. Es va parlar en el context del coneixement de l'època de la lingüística històrica.
Prichard va morir el 1848; el 1850 Robert Knox va publicar la seva obra The Races of Men, argumentant les característiques físiques i mentals intrínseques de les races. Aquest treball va ser una gran influència en el cas antiambientalista i poligenista sobre la raça i els orígens. A The Effect of Circumstances upon the Physical Man (1854) Frederick Douglass defensava un monogenisme ecologista, seguint Prichard, Bachman i Robert Gordon Latham, però també en la tradició d'Hosea Easton i James McCune Smith. Per Douglass, la monogènesi estava estretament relacionada amb l'igualitarisme i la seva política de la humanitat negra.

## El monogenisme sota atac a França
A la França de la dècada de 1850, el monogenisme era un punt de vista passat de moda. El poligenisme va ser recolzat per metges, antropòlegs, taxònoms i zoòlegs; i les associacions bíbliques de monogenisme que hi van mantenir en contra en els cercles científics. Paul Topinard, un dels primers antropòlegs físics, va associar el monogenisme amb l'endarreriment i els horitzons intel·lectuals estrets. Jean Louis Armand de Quatrefages de Bréau va ser una de les principals veus franceses del monogenisme de l'època. El debat es va consolidar amb el del lliurepensament.

## Contenció de mitjans de segle al Regne Unit
Cap al 1850 el poligenisme era una tendència intel·lectual en augment. D'altra banda, el monogenisme va mantenir el suport a les societats erudites de Londres. L'«Ethnological Society of London» ("Societat Etnològica de Londres") tenia la tradició monogenista de Thomas Hodgkin i James Cowles Prichard, continuant a Robert Gordon Latham. Altres d'aquest costat del debat van ser William Benjamin Carpenter, Charles Darwin, Edward Forbes, Henry Holland, Charles Lyell i Richard Owen. La direcció de la Societat Etnològica va ser desafiada per James Hunt, un poligenista que es va convertir en secretari el 1859, i John Crawfurd, que va ser president dos anys més tard, que creia en un gran nombre de grups racials creats per separat.
Davant dels defensors del poligenisme, el monogenisme va rebre un segon vent després del reconeixement de l'antiguitat de l'home, i la publicació gairebé simultània de la teoria de l'evolució de Darwin. Un cop abandonada l'escala temporal bíblica de 6000 anys, les objeccions al monogenisme ecologista es van afeblir, ja que la hipòtesi de la "unitat i migració" dels orígens de la diversitat humana podria funcionar durant desenes de milers d'anys. Com que poligenistes com Hunt i Crawfurd eren opositors a Darwin, el monogenisme es va convertir en part d'un debat més ampli sobre l'evolució.

## Biologia, unitat específica i varietats de l'home
El poligenisme, en la seva forma biològica, afirmava que diferents races corresponien a diferents espècies. El monogenisme, per tant, va atreure l'interès per l'afirmació biològica de la "unitat específica", o la teoria d'una sola espècie de la humanitat. Un argument presentat contra el monogenisme en la seva forma ecologista va ser que implicava una hipòtesi lamarckiana sobre l'herència. Aquest punt de debat va ser utilitzat, per exemple, per Agassiz. James Lawrence Cabell va argumentar que la referència a Lamarck era irrellevant per determinar si la unitat específica era un fet científic. La visió de Cabell era de la creació comuna de la humanitat, que tenia "varietats permanents" en forma de races.
Augustus Henry Keane el 1896 va escriure sobre:
[…] dos supòsits, tots dos negats enèrgicament per molts etnòlegs, en primer lloc, que els homínids descendeixen d'un sol precursor, en segon lloc, que les seves diferències són relativament lleus, o no prou pronunciades per ser considerades com a específiques.
Aquests supòsits, argumentava Keane, justificarien posar la raça en el mateix peu que el concepte botànic de varietat. Va descriure les seves pròpies opinions com a "monogènesi poc ortodoxa". El monogenisme era compatible amb la discriminació racial, a través de l'argument de la disposició a acceptar la "civilització".

## Interfertilitat i unitat biològica
La interfertilitat de les races humanes es va debatre, aplicant a l'especiació humana els arguments avançats ja per Georges-Louis Leclerc, comte de Buffon. El criteri d'interfertilitat per a una sola espècie humana no va ser universalment acceptat, sent rebutjat, per exemple, per Samuel George Morton.
Charles Darwin considerava que l'evidència de la interfertilitat era concloent i corroborava la unitat biològica de la humanitat. Va rebutjar les afirmacions de Paul Broca sobre la manca de fertilitat de les unions de colons europeus i aborígens australians, i es va basar en les dades de John Bachman sobre la fertilitat de les persones mulates (de raça mixta). D'altra banda, la teoria de Darwin admetia la idea de "varietats d'home": no era ni purament monogenista (en el sentit del terme utilitzat anteriorment), ni poligenista.

## Concepcions científiques modernes
En els temps moderns, la comunitat científica afavoreix àmpliament el monogenisme a causa de les proves que mostren que els humans moderns comparteixen un origen evolutiu comú a Àfrica.